# Zmes
Zmes (mešanica) je v kemiji material, sestavljen iz dveh ali več različnih snovi, ki medsebojno niso kemično povezane. Zmes je fizikalna kombinacija dveh ali več snovi, v katerih so lastnosti ohranjene in so pomešane v obliki raztopin, suspenzij in koloidov.
Zmes je eden od produktov mehanskega mešanja snovi, brez spreminjanja kemičnih vezi ali drugih kemičnih sprememb, pri katerem vsaka od snovi v zmesi ohrani svoje lastne kemične lastnosti. Kljub temu, da kemičnih sprememb na posameznih snoveh v zmesi ni, se lahko fizikalne lastnosti zmesi, kot je njeno tališče, razlikujejo od lastnosti snovi v zmesu. Nekatere zmesi je mogoče ločiti na prvotne snovi s fizikalnimi (mehanskimi ali toplotnimi) postopki; snovem, ki pa jih ne moremo razločiti z navadnimi fizikalnimi postopki ter za ločitev morda potrebujemo druge kemikalije, pa pravimo azeotropi.